# گاتش (استان پودکارپاتسکیه)
گاتش (به لهستانی:  Gać) یک روستا در لهستان است که در گمینا گاتش واقع شده‌است.
 گاتش  ۱٬۵۵۰ نفر جمعیت دارد و ۲۰۷ متر بالاتر از سطح دریا واقع شده‌است.